# Dimanche de Jean Climaque
Le Dimanche de Jean Climaque appelé aussi « dimanche de l'Échelle » est une célébration des Églises d'Orient — Églises orthodoxes et Églises catholiques de rite byzantin —, partie de la liturgie pascale ayant lieu trois semaines avant le dimanche de Pâques (P - 21). C'est le quatrième dimanche du Grand Carême. Il suit le dimanche de la Croix (P - 28) et précède le dimanche de Marie l'Égyptienne (P - 14). Lors de ce dimanche, on célèbre Jean Climaque, auteur vénéré de l'ouvrage de spiritualité L'Échelle sainte.

## Thème

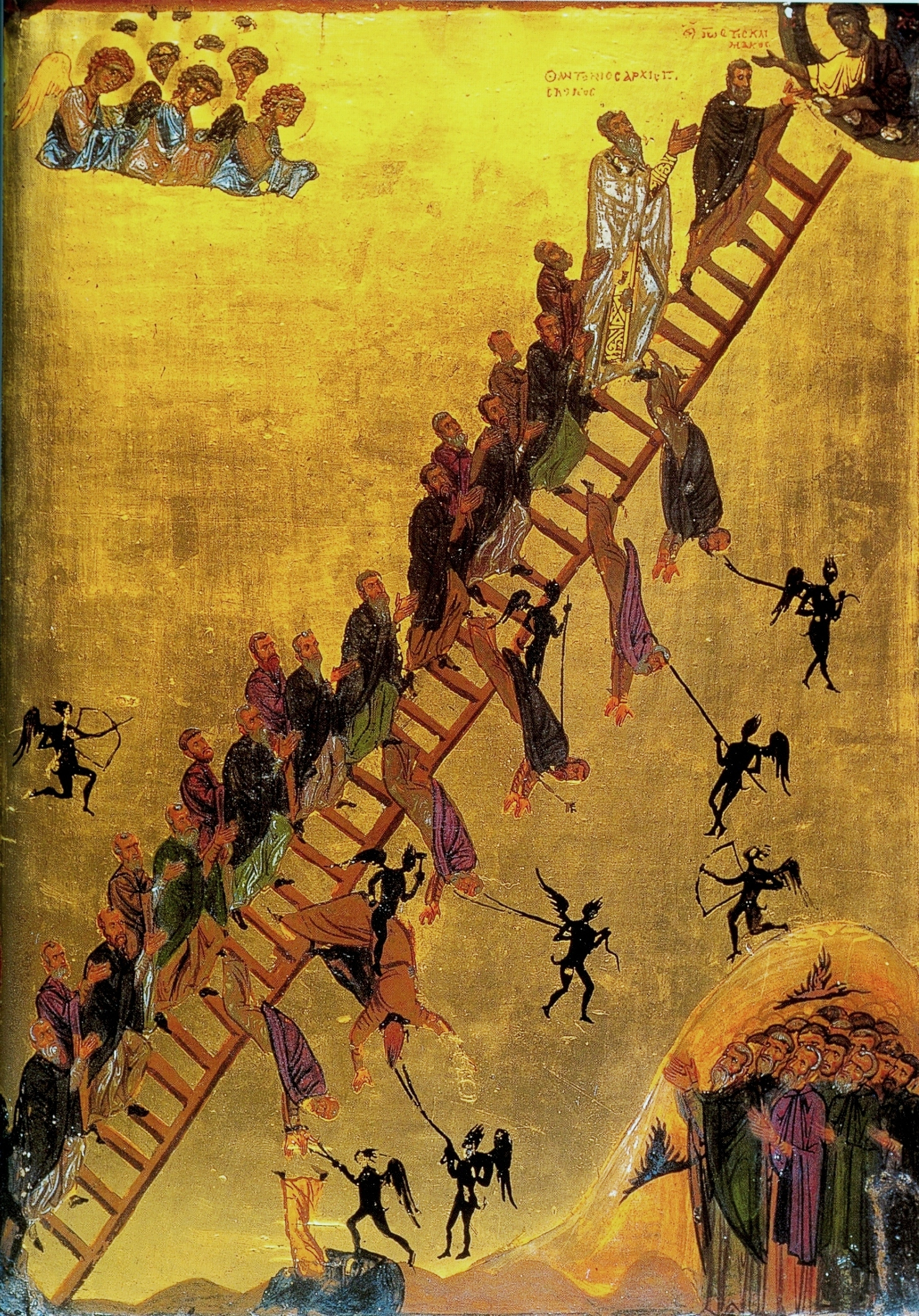
L'échelle sainte de la vie chrétienne, selon Jean Climaque, Monastère Sainte-Catherine du Sinaï

Ce dimanche célèbre le témoignage de saint Jean Climaque concernant le véritable combat spirituel nécessaire pour entrer dans le Royaume de Dieu. Il encourage les fidèles à persévérer dans leurs efforts spirituels : car « Celui qui aura tenu bon jusqu’au bout, celui-là sera sauvé. » Matthieu, 24,13

## Lectures du jour
Les lectures du jour sont : 
- l'Épître aux Hébreux 6,13-20, dont le thème est la persévérance ;
- l’Évangile de Marc 9,17-31 (récit de la guérison de l’enfant possédé) enjoint aussi au fidèle de persévérer dans sa foi dans le Christ qui, lui-même, « enseigne dans la force guérissante de la prière et du jeûne ».

Il reste encore deux semaines de voyage à travers le Grand Carême, et ces lectures visent à réconforter et encourager les fidèles dans leur parcours. La lecture des Saintes Écritures rappelle que la récompense est le salut. L’image de L'Échelle sainte s’articule à ces lectures et rappelle au fidèle que ce parcours du Grand Carême est un voyage vers le Ciel, par lequel il doit abandonner un à un ses vices et ses attachements terrestres pour se diriger vers le Dieu-Amour.

## Hymnographie
Tropaire (ton 8) :
Par le flot de tes larmes, tu as rendu fertile l'aride désert.

Par tes profonds gémissements, tes souffrances ont porté des fruits au centuple.

Par tes miracles, tu brilles comme un flambeau sur l'univers. 

Ô bienheureux père Jean, prie le Christ-Dieu de sauver nos âmes.
Kondakion (ton 4) :
Au plus haut degré de la tempérance 

le Seigneur t'a placé comme un astre de vérité 

illuminant de ta clarté les confins de l'univers, 

saint Jean notre père qui nous guides vers Dieu.

## Les temps duGrand Carême
- Lundi pur, suivant le dimanche du Pardon, premier jour du Grand Carême ;
- Dimanche de l'Orthodoxie ou premier dimanche de carême ;
- Dimanche des Reliques ou dimanche de Grégoire Palamas ou deuxième dimanche de carême ;
- Dimanche de la Croix ou troisième dimanche de carême ;
- Dimanche de Jean Climaque ou quatrième dimanche de carême ;
- Samedi de l'Acathiste ;
- Dimanche de Marie l'Égyptienne ou cinquième dimanche de carême ;
- Vendredi veille de Lazare, dernier jour du Grand Carême ;
- Samedi de Lazare, fin du Grand Carême.